# Хејлунгђанг
Хејлунгђанг (кин: 黑龙江省, 黑龍江省, Hēilóngjiāng - река црног змаја (Амур); манџ.: Sahaliyan ula) је покрајина у Манџурији, на крајњем североистоку Кине. Граничи се са покрајином Ђилин на југу, са Унутрашњом Монголијом на западу и са Русијом на северу. Границу са Русијом чини река Амур. 
Главни град покрајине је Харбин. Покрајина има површину од 460.000 km² и 38.170.000 становника (2004). 
Године 2008. БДП покрајине је износио 120 милијарди долара, што даје 3.128 долара по глави становника. 